# 사이드 모함마드푸르
사이드 모함마드푸르 카르가라그(페르시아어: سعید محمدپور کرکرق‎, 1993년 3월 3일~)는 이란의 전직 역도 선수이다. 2012년 하계 올림픽 남자 역도 미들헤비급 종목에서 금메달을 획득했고 세계 선수권 대회에서 동메달 1개(2011)를 획득했다.
그는 2012년 올림픽에서 5위에 올랐으나 상위 선수들의 도핑 적발로 인해 금메달을 승계했다.